# Liliana Marta Delfino
Liliana Marta Delfino (Rosario, 16 de junio de 1944 - Villa Martelli, Vicente López; 1976), conocida por el apodo de "La alemana", por su cabello rubio y ojos celestes, fue una psicóloga y guerrillera argentina, habiendo sido secuestrada el 19 de julio de 1976 en la localidad bonaerense de Villa Martelli, partido de Vicente López, permaneciendo desaparecida desde entonces.
Su padre, Ángel Delfino, era un inmigrante italiano proveniente de la región del Piamonte y que había sido soldado en el ejército italiano durante la Primera Guerra Mundial y simpatizó más tarde con el fascismo. Una vez radicado en Argentina fue empleado de comercio y se casó con Carlina Adelina Jedliczka, una maestra oriunda de Cañada de Gómez (Santa Fe) y perteneciente a una familia argentina de origen checoslovaco, con la que tuvo dos hijos: Liliana y Mario, dos años mayor.

## Militancia
Hizo sus estudios primarios y secundarios en la Escuela Normal número 2, donde trabajaba su madre, y comienza su militancia al producirse en 1958 las movilizaciones en torno al proyecto permitiendo la expedición de títulos universitarios por las casas de estudio privadas que se conoció por el lema de “Laica o libre”. Se afilió a la Federación Juvenil Comunista, en 1961 obtuvo su título de maestra y al año siguiente inicia estudios de psicología en la Facultad de Filosofía y Letras de la Universidad de Buenos Aires, donde conoce a Luis Ortolani, con quien se casa el 22 de agosto de 1963.
Por esa época deja la Fede junto a su esposo y otros afiliados con quienes forman Vanguardia Revolucionaria, un grupo político afín a otros liderados en ese momento por José María Aricó y Juan Carlos Portantiero, y coincidentes asimismo con el núcleo de la revista La Rosa Blindada, que tenía una concepción foquista y tomaba como modelo la Revolución Cubana.
Establecen cierta vinculación como apoyo urbano del Ejército Guerrillero del Pueblo liderado por Jorge Masetti y luego del fracaso de éste en Orán deja Vanguardia Revolucionaria y se incorpora al grupo trotskista Palabra Obrera, liderado en la provincia de Santa Fe por Oscar Prada y Luis Pujals y orientado por Nahuel Moreno.
Luego de ello tiene una crisis que la lleva a alejarse de la militancia y de la universidad. Hacia 1966 retoma ambas actividades y se destaca en el activismo estudiantil pero fue expulsada de la universidad luego de la Noche de los Bastones Largos.
Se incorporó al Partido Revolucionario de los Trabajadores  en 1967 ( Seoane,1991). En ese mismo año de 1967 decidió, al igual que otros cuadros, como por ejemplo su hermano Mario, “proletarizarse” e ingresó como obrera en el Frigorífico Swift de la ciudad de Rosario.
Cuando en el IV Congreso del PRT se produjo  la escisión partidaria en 1968, se unió a la fracción PRT-El Combatiente, opuesta a Nahuel Moreno y partidaria de la lucha armada. En abril de 1968 fue enviada con su esposo al Chaco para desarrollar una nueva zonal y prosigue su militancia estudiantil en la Facultad de Humanidades de Resistencia. Hacia 1969 queda embarazada y se aboca a terminar su carrera.
El PRT-El Combatiente decidió en el V Congreso entre el 28 y el 30 de julio de 1970 la formación del Ejército Revolucionario del Pueblo y sumar la organización al “proceso de guerra revolucionario que ha comenzado” desde el Cordobazo”, según su interpretación, la rebelión de las masas contra la dictadura. En ese contexto los esposos viajan a Córdoba donde dictan  cursos a militantes y tiene a su cargo un periódico.
El 15 de agosto de 1972 sufrió la muerte de su hermano Mario Emilio, militante del PRT-ERP fusilado junto a 15 compañeros en lo que desde esa fecha se calificó la “Masacre de Trelew”. En 1972 la pareja fue detenida por la policía y enviados a Rosario en razón de una causa judicial pendiente; luego Delfino fue trasladada a la cárcel de Villa Devoto primero y al buque-cárcel Granaderos, después. María Seoane (1991) afirma que Liliana Delfino estuvo presa en Rawson.  El 25 de mayo de 1973 los dos son liberados en razón de la amnistía aprobada por el nuevo gobierno encabezado por Héctor J. Cámpora y los esposos se separan, por razones personales y divergencias políticas.
La posición del ERP ante la convocatoria a elecciones había sido la de propiciar el voto en blanco y declarar que seguiría su lucha armada, no ya contra el gobierno elegido pero sí contra las fuerzas armadas.
Liliana Delfino integró la dirección nacional del PRT, formó una nueva pareja con Mario Roberto Santucho y quedó embarazada. Pasó a ocuparse de la impresión y distribución del material de propaganda, incluidos los periódicos El Combatiente y Estrella Roja y de la gestión de las imprentas clandestinas del partido.  
Por Decreto Nro. 1454 publicado en Boletín Oficial del 25 de septiembre de 1973, el presidente provisional Lastiri, que había asumido luego de la renuncia del Dr. Cámpora declaró ilegal la actividad del Ejército Revolucionario del Pueblo por ser una asociación ilícita por ejercer la violencia y configurar sus miembros el delito de sedición. En febrero de 1975 nació  el segundo hijo de Liliana , Mario Antonio, hijo de Mario Roberto Santucho. El niño fue enviado al cuidado de Ricardo Silva y Josefa Demarchi, que eran simpatizantes del PRT. 

### Secuestro y desaparición
Ya producido el golpe de Estado de 1976, los cuadros del ERP estaban  tan diezmados que se decide que la dirección del partido, incluidos Santucho y Delfino, partieran hacia Cuba. La salida se había demorado una semana para permitir una entrevista entre Santucho y Mario Eduardo Firmenich de Montoneros con el objeto de crear una organización conjunta, que no llega a realizarse porque el representante de Montoneros no concurre a la cita. El día en que debían viajar, 19 de julio de 1976, Domingo Menna fue secuestrado por un grupo de tareas del Ejército al concurrir a una cita envenenada, en un restaurante  cercano la Estación Rivadavia del Ferrocarril Mitre. Los militares  encontraron en la ropa de Menna un recibo de un nebulizador donde figuraba una dirección en Villa Martelli.  Con este dato, el mismo día el capitán Juan Carlos Leonetti se dirigió a dicho domicilio e ingresó al frente de un grupo de tareas al edificio de departamentos de Villa Martelli donde vivían Domingo  Menna con su pareja Ana María Lanzilotto . Los militares esperaban  encontrar otros  miembros de la organización guerrillera.  Cuando  los militares ingresaron al departamento del segundo piso  se encontraban en el mismo  Mario Roberto Santucho, su compañera Liliana Delfino, uno de sus principales  lugartenientes, Benito Urteaga y su hijo de 2 años José  . Se generó un tiroteo en cuyo curso  fueron heridos Santucho  y Leonetti,  mientras que Urteaga resultó muerto.  Leonetti  fue herido de muerte y  falleció poco después. Liliana Delfino quedó ilesa y fue secuestrada ilegalmente por los militares. José, el niño de dos años fue devuelto a su madre Pola Augier.  Ana María Lanzilotto, que estaba embarazada de 6 meses llegó posteriormente al departamento y fue apresada inmediatamente por los militares.  Santucho quedó herido en el tiroteo y falleció poco después en Campo de Mayo. Su cuerpo está desaparecido. 
Liliana Delfino, que estaba embarazada, fue vista en el centro clandestino de detención llamado "El Campito", ubicado dentro de la guarnición militar de Campo de Mayo, y se presume habría dado a luz allí o en el campo de concentración llamado "El Vesubio".
Su cuerpo nunca apareció ni se conoce el paradero actual de su hijo que estaba por nacer.  Sus otros dos hijos fueron llevados fuera del país por una pareja de amigos simulando que eran sus padres. Liliana tenía 32 años al momento de su desaparición.  
Véase también
- Terrorismo de Estado en Argentina en las décadas de 1970 y 1980
- Operativo Independencia
- Partido Revolucionario de los Trabajadores
- Ejército Revolucionario del Pueblo